# Prix Jeong Ji-yong
Le prix Jeong Ji-yong est un prix littéraire de poésie en Corée du Sud créé en 1989 en l'honneur du poète sud-coréen Jeong Ji-yong. 
Le prix récompense tous les ans un poème d'un poète coréen professionnel, publié au cours de l'année. L'auteur se voit remettre la somme de 10 millions de wons, une médaille en or représentant Jeong Ji-yong et son poème est publié dans la revue littéraire Poésie et poétique (Siwa sihag).

## Liste des lauréats
| #  | Année | Lauréat         | Œuvre                | Traduction |
| -- | ----- | --------------- | -------------------- | ---------- |
| 1  | 1989  | Pak Tu-jin      | 서한체(書翰體)       |            |
| 2  | 1990  | Kim Gwang-gyun  | 해변(海邊)가의 무덤  |            |
| 3  | 1991  | Park Jeong-man  | 작은 戀歌            |            |
| 4  | 1992  | Oh Sae-young    | 龜龍寺詩篇. 겨울노래 |            |
| 5  | 1993  | Lee Garim       | 石榴                 |            |
| 6  | 1994  | Lee Seong-sun   | 큰 노래              |            |
| 7  | 1995  | Lee Su-ik       | 昇天                 |            |
| 8  | 1996  | Lee Si-young    | 마음의 고향.6 -初雪  |            |
| 9  | 1997  | Oh Takbeon      | 白頭山 天池          |            |
| 10 | 1998  | Yoo An-jin      | 세한도 가는 길       |            |
| 11 | 1999  | Song Soo-kwon   | 눈내리는 대숲 가에서 |            |
| 12 | 2000  | Chung Ho-sung   | 하늘의 그물          |            |
| 13 | 2001  | Kim Jong-chul   | 등신불               |            |
| 14 | 2002  | Kim Ji-ha       | 백학봉(白鶴峰).1     |            |
| 15 | 2003  | Ryu Gyeong-whan | 낙산사 가는길 3      |            |
| 16 | 2004  | Moon Chung-hee  | 돌아가는 길          |            |
| 17 | 2005  | Yu Jah-yo       | 세한도               |            |
| 18 | 2006  | Kang Eun-gyo    | 너를 사랑한다        |            |
| 19 | 2007  | Joo Hyeon       | 아득한 성자          |            |
| 20 | 2008  | Kim Cho-hye     | 마음화상             |            |
| 21 | 2009  | Do Jong-hwan    | 바이올린 켜는 여자   |            |
| 22 | 2010  | Lee Dong-sun    | 발견의 기쁨          |            |
| 23 | 2011  | Mun Hyo-chi     | 왕인의 수염          |            |
| 24 | 2012  | Lee Sang-guk    | 옥상의 가을          |            |
| 25 | 2013  | Jeong Hui-seong | 그리운 나무          |            |
| 26 | 2014  | Na Tae-joo      | 꽃 · 2               |            |
| 27 | 2015  | Lee Geun-bae    | 사랑 세 쪽           |            |
| 28 | 2016  | Shin Dal-ja     | 국물                 |            |
| 29 | 2017  | Kim Nam-jo      | 시계                 |            |
| 30 | 2018  | Kim Kwang-kyu   | 그 손                |            |
| 31 | 2019  | Moon Taejun     | 저녁이 올 때         |            |